# Ramón Peón
Ramón Peón (La Habana, Cuba; 1897 - San Juan, Puerto Rico; 1971) fue un periodista, bailarín, músico, productor, director, camarógrafo, actor y guionista de cine cubano.

## Trayectoria
Se inició como camarógrafo en los antiguos estudios Kalem y Vitagraph, de Nueva York. En 1920 fue asistente de dirección, en Hollywood, de dos comedias cortas tituladas Welcome rotarians y The latest from parell. Después decidió radicar en su país natal, en donde se convirtió en uno de los más fecundos realizadores del cine mudo cubano, al filmar entre 1920 y 1930, doce películas, la última de ellas fue La Virgen de la Caridad. Llegó a México en 1931 como asistente de Antonio Moreno en la película Santa, interpretada por Lupita Tovar. En 1933 debutó con el megáfono en La Llorona y de ahí se convirtió en el director más requerido de la naciente industria fílmica mexicana. En 1937 realizó La madrina del diablo, con la cual debutó Jorge Negrete. Tras el éxito de la serie El águila negra, protagonizada por Fernando Casanova, dedicó los últimos años de su carrera a dirigir el género western.

## Filmografía
Serie de las películas de El águila negra:
- 1954 El águila negra (como Ramón Peón García)
- 1954 El águila negra en el tesoro de la muerte (como Ramón Peón García)
- 1954 El águila negra en 'El vengador solitario' (como Ramón Peón García)
- 1958 El águila negra en la ley de los fuertes
- 1958 El águila negra vs. los diablos de la pradera
- 1958 El águila negra contra los enmascarados de la muerte

## Actor
- 1967 El hermano Pedro
- 1948 Angelitos negros
- 1947 Cuando lloran los valientes
- 1934 Juárez y Maximiliano
- 1933 Sobre las olas
- 1933 Revolución
- 1932 Águilas frente al sol
- 1931 Camino del infierno (USA)
- 1931 El código penal (USA)
- 1930 La virgen de la Caridad (Cuba)